# Том Арнольд
Том Арнольд (англ. Tom Arnold; 6 березня 1959) — американський актор, продюсер, сценарист та комік.

## Біографія
Том Арнольд народився 6 березня 1959 року в місті Оттамва, штат Айова. Батько Джек Арнольд, мати Лінда Кей Грем. Він має сестру Лорі та брата Скотта. У дитинстві Арнольду поставили діагноз "аутизм". Батьки розлучилися, коли Арнольд був дитиною, і його став виховувати батько. Навчався в школі Ottumwa High School, потім в коледжі Indian Hills і університеті штату Айова.

## Кар'єра
З 1983 року почав виступати як стендап комік. У 1988 році посів перше місце у комедійному конкурсі Міннеаполісу. Завдяки цій перемозі він вирішує переїхати в Лос-Анджелес, щоб продовжити кар'єру. У тому ж році він був найнятий як сценарист телевізійного шоу Розанни Барр і став регулярно з'являтися на шоу як Арні Томас. Арнольд відомий за ролями у фільмах «Правдива брехня» (1994) та «Сімейка придурків» (1996).

## Особисте життя
Том Арнольд був одружений чотири рази. На Розанні Барр з 20 січня 1990 по 9 грудня 1994 року. На Джулі Армстронг з 22 липня 1995 по 30 березня 1999 року. На Шелбі Роос з 29 червня 2002 по 19 серпня 2008 року. 28 листопада 2009 року одружився з Ешлі Гроссман, у них народився син Джакс Коупленд Арнольд.

## Фільмографія
| Рік  |    | Українська назва                        | Оригінальна назва                                  | Роль                               |
| ---- | -- | --------------------------------------- | -------------------------------------------------- | ---------------------------------- |
| 1991 | ф  | Фредді мертвий. Останній кошмар         | Freddy's Dead: The Final Nightmare                 | бездітний чоловік                  |
| 1992 | ф  | Герой                                   | Hero                                               | Чік                                |
| 1993 | ф  | Яйцеголові                              | Coneheads                                          | гравець у гольф                    |
| 1993 | тф | Мішки для трупів                        | Body Bags                                          | працівник моргу 1                  |
| 1993 | ф  |                                         | Undercover Blues                                   | Верн Ньюман                        |
| 1994 | ф  | Правдива брехня                         | True Lies                                          | Альберт Гібсон                     |
| 1995 | ф  | Дев'ять місяців                         | Nine Months                                        | Марті Дваєр                        |
| 1996 | ф  | Великі хлопці                           | Big Bully                                          | Роско Біггер                       |
| 1996 | ф  | Сімейка придурків                       | The Stupids                                        | Стенлі Придурок                    |
| 1997 | ф  | Дотик                                   | Touch                                              | Август Мюррей                      |
| 1997 | ф  | Флот МакХейла                           | McHale's Navy                                      | лейтенант-командер Квінтон МакХейл |
| 1997 | ф  | Остін Паверс: Міжнародна людина-загадка | Austin Powers: International Man of Mystery        | техасець                           |
| 1998 | ф  |                                         | National Lampoon's Golf Punks                      | Ал Олівер                          |
| 1998 | ф  |                                         | Welcome to Hollywood                               | у ролі самого себе                 |
| 1998 | мф | Різдвяний вечір Бастера і Чонсі         | Buster & Chauncey's Silent Night                   | Фрітц (озвучення)                  |
| 2000 | ф  | Звірофабрика                            | Animal Factory                                     | Бак Ровен                          |
| 2000 | в  |                                         | Shriek If You Know What I Did Last Friday the 13th | Харді                              |
| 2001 | ф  | У вогні                                 | Ablaze                                             | Венделл Мейс                       |
| 2003 | ф  | Майже законно                           | After School Special                               | містер Льюїс                       |
| 2004 | ф  | Ульотний транспорт                      | Soul Plane                                         | містер Ганкі                       |
| 2008 | ф  | Сховай це подалі                        | The Year of Getting to Know Us                     | Рон Рокет                          |
| 2012 | ф  | Останній дзвоник                        | Last Call                                          | Гейбл                              |
| 2012 | ф  | Хапай та тікай                          | Hit and Run                                        | Ренді Андерсон                     |
| 2015 | ф  | Невдахи                                 | Underdog Kids                                      | Джин Бірман                        |
| 2017 | ф  | Максимальний удар                       | Maximum Impact                                     | агент Барнс                        |
| 2018 | ф  | Містер Олімпія                          | Bigger                                             | Рой Гокінс                         |
| 2021 | ф  |                                         | Hollywood.Con                                      | Ель Джейд                          |
| 2022 | ф  |                                         | Good Mourning                                      | відомий режисер                    |